# Gemeine Blindbremse
Die Gemeine Blindbremse (Chrysops caecutiens) ist eine Art der Bremsen und paläarktisch verbreitet. Sie ist nah verwandt mit der Goldaugenbremse und Chrysops flavipes.

## Merkmale
Die Körperlänge beträgt 7–14 mm. Mesothorax und Scutellum sind glänzend schwarz gefärbt und mit braungelben Haaren besetzt. Oberseits sind auf dem Thorax zwei gelbgrünliche Längsstreifen erkennbar. Der Hinterleib der Weibchen ist blassgelb mit einem schwarzen, umgekehrten V-Muster. Die Männchen haben einen überwiegend schwarzen Hinterleib. Auf den durchsichtigen Flügeln befinden sich eine breite schwarze Querbinde in der Mitte und ein schwarzer Fleck an der Flügelspitze. Die Augen sind oft leuchtend goldgrün und weinrot gefärbt, mit dunkleren Elementen. Die Fühler und Beine sind schwarz, auch die Tibien am mittleren Beinpaar.

## Verbreitung und Lebensraum
Die Art ist in ganz Europa und in weiten Teilen des nördlichen und zentralen Asiens verbreitet, östlich bis Sibirien. Sie besiedelt vor allem feuchtere Lebensräume, wie Marschlandschaften und feuchte Wälder, meist in der Nähe von Gewässern. Die Art ist seltener als die Goldaugenbremse.

## Lebensweise

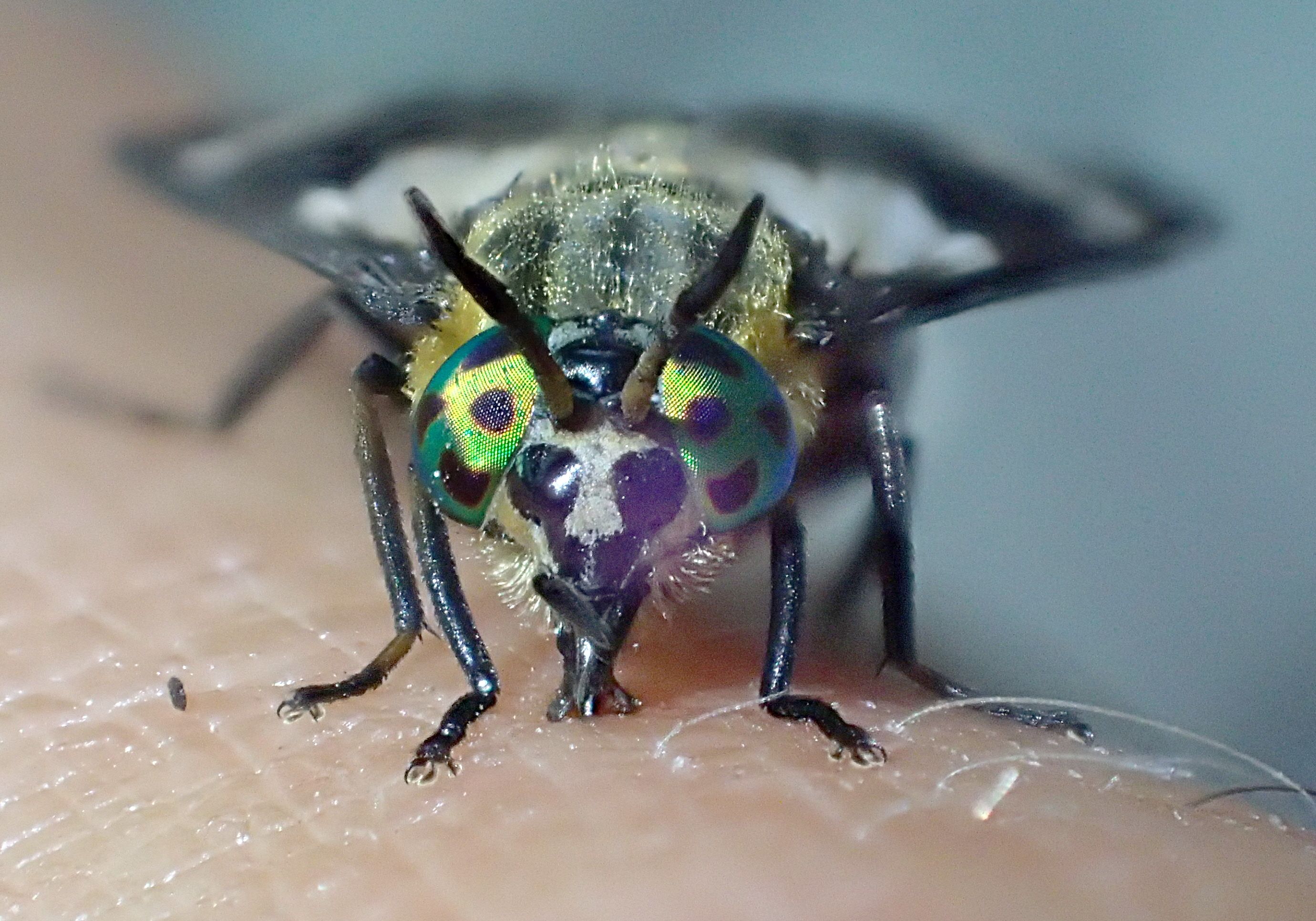
Kopfansicht eines saugenden Exemplars

Die Larven leben in der Unterwasservegetation von Gewässern oder in schlammigen, feuchten Böden. Dort ernähren sie sich räuberisch von Kleinstlebewesen, von Algen und anderem organischen Material. Erwachsene Individuen fliegen von Mai bis September. Damit die Eier im Weibchen heranreifen können, muss sich dieses vom Blut verschiedener Säugetiere ernähren. Die Art saugt beispielsweise an Rindern, Pferden, Rehen und Menschen, bevorzugt an Kopf und Nacken. Beim Stechen werden Antikoagulanzien injiziert, um die Blutgerinnung zu stoppen. Männchen und adulte Weibchen, deren Eier nicht in der Reifephase sind, ernähren sich von Nektar und Pollen, beispielsweise von der Magerwiesen-Margerite.